# Franciszek Henryk Nowicki
Franciszek Henryk Siła-Nowicki (ur. 29 stycznia 1864 w Krakowie, zm. 3 września 1935 w Zawoi) – poeta polski okresu Młodej Polski, taternik, działacz socjaldemokratyczny i socjalistyczny, projektodawca Orlej Perci.

## Biografia
Syn Maksymiliana Nowickiego, zoologa i pioniera ochrony przyrody w Polsce oraz Antoniny Kasparek, siostry Franciszka Kasparka, prawnika, rektora UJ.
Za czasów studenckich współredaktor (wraz z m.in. Kazimierzem Tetmajerem, Andrzejem Niemojewskim i Arturem Górskim) socjalizującego czasopisma „Ognisko”, po latach współzałożyciel Polskiej Partii Socjalistyczno-Demokratycznej, od 1894 roku nauczyciel gimnazjalny. Od 1924 roku na emeryturze, w 1934 został członkiem honorowym Związku Zawodowego Literatów Polskich.
Publikował wiersze i opowiadania, w 1891 roku wydał swój jedyny tomik – Poezje, składający się z dwóch części: „Tatry” oraz „Pieśni czasu”. Przekładał również z niemieckiego (m.in. Hermana i Dorotę Goethego).
Był zamiłowanym turystą górskim. M. in. 23 lipca 1897 r. wszedł na Babią Górę – do końca życia stanął na tym szczycie łącznie 50 razy!
5 lutego 1901 r. przedstawił Towarzystwu Tatrzańskiemu projekt utworzenia Orlej Perci, zrealizowany częściowo w latach 1903–1907. W 1902 r. wszedł na bezimienną wówczas przełęcz w masywie Buczynowych Turni w Tatrach, nazwaną potem Przełęczą Nowickiego.